# Marki
Marki är en stad i distriktet Powiat wołomiński i Masoviens vojvodskap i Polen och en förort till Warszawa. Marki fick stadsrättigheter år 1967.

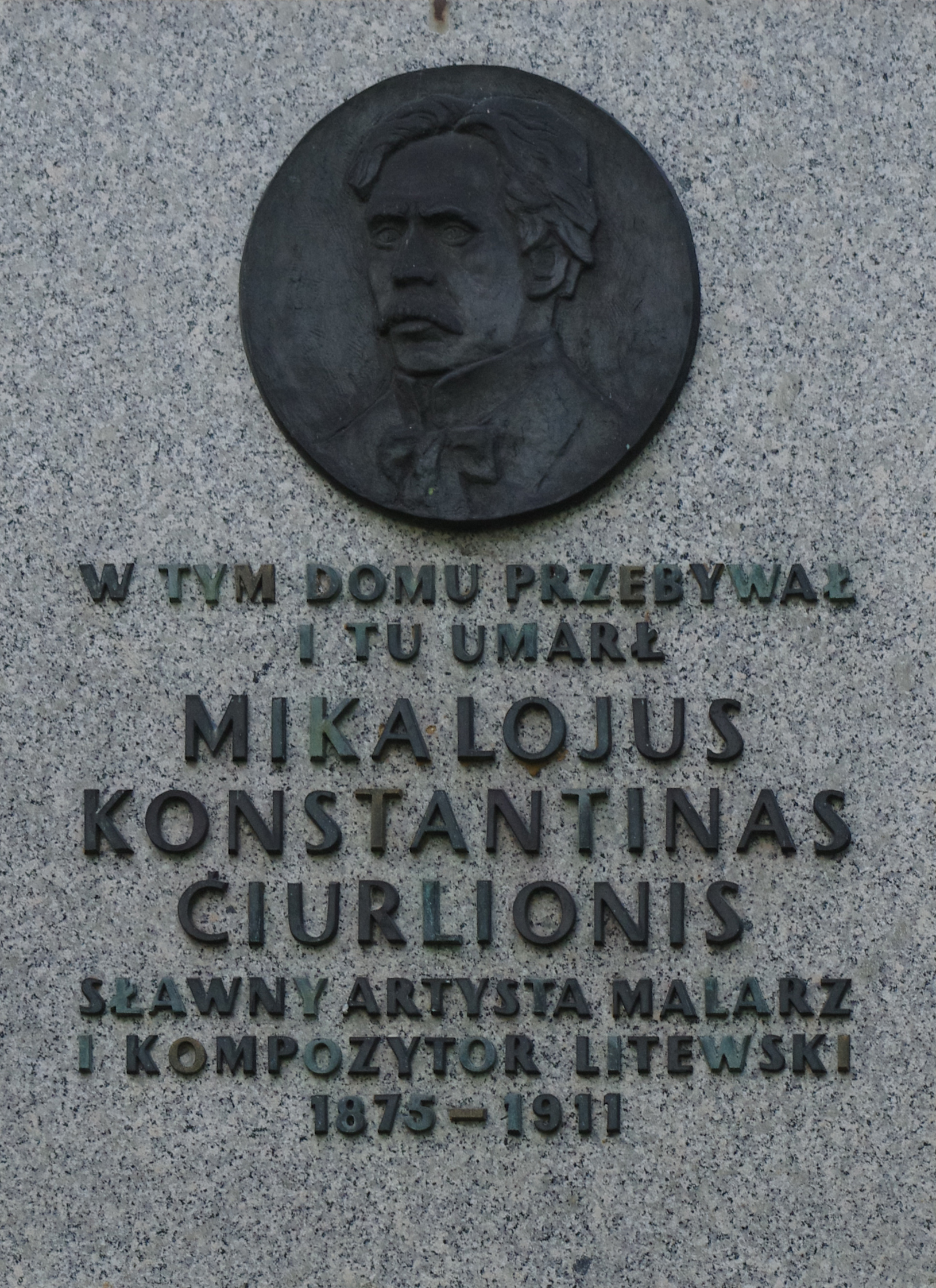
Minnestavla på väggen till det före detta sjukhuset i Pustelnik där kompositören Čiurlionis dog.

Kompositören Mikalojus Konstantinas Čiurlionis tillbringade sin sista tid i Pustelnik som nuförtiden är en del av staden Marki.